# Leveleleven
Leveleleven ist ein elfköpfiges A-cappella-Ensemble, unter dessen Namen die beiden Vokal-Chöre The Real Group aus Schweden und Rajaton aus Finnland erstmals 2013 gemeinsam auftraten.

## Auftritte (Auswahl)
- 24. Oktober 2010: Rajaton als Gast bei einem Konzert der Real Group in Stockholm
- 14. Februar 2013: Erstes Konzert unter dem Namen Leveleleven. Ort: Alandica in Mariehamn in Åland
- 25. April 2015: Eröffnungskonzert zum 15. Internationalen A-cappella-Woche Hannover, Neustädter Hof- und Stadtkirche, Hannover[2]
- 27. April 2015: Alte Oper Frankfurt im Rahmen der A-cappella-Woche in Rhein-Main[3]
- 24. Mai 2016: A-cappella-Festival Leipzig im Gewandhaus[4]
- 13. August 2016: Leveleleven-Konzert in Mariehamn (Åland)[5]

## Medienecho (Auswahl)
- Wolfgang Heininger: LevelEleven: Skandinavische Stimmgewalt, in: Frankfurter Rundschau vom 27. April 2015; online
- Carsten Müller: LevelEleven in der Alten Oper Frankfurt / Gipfeltreffen der Vokalensembles, in: Offenbach-Post vom 28. April 2015